# Scombroclupea
Scombroclupea è un genere di pesci ossei estinti, appartenenti ai clupeiformi. Visse nel Cretaceo superiore (Cenomaniano/Turoniano, circa 95 - 88 milioni di anni fa) e i suoi resti fossili sono stati ritrovati in Medio Oriente, in Europa e in Messico.

## Descrizione
Questo animale possedeva un corpo simile a quello di una sardina, e le dimensioni solitamente non superavano i 20 centimetri di lunghezza. La diagnosi del genere operata da Giersch e colleghi (2011) indica che Scombroclupea si distingueva dagli altri clupeiformi per una serie di caratteristiche: erano presenti due supramaxillae, vi erano minuscoli denti nella parte posteriore della mascella che andavano a formare una struttura simile a pettine, processi trasversi delle vertebre caudali anteriori che formavano lamine orizzontali, intermuscolari epineurali ed epipleurali appiattite nella regione caudale, una pinna anale divisa posteriormente in una serie di piccole pinnule anali, ognuna delle quali formata da un raggio della pinna suddiviso, simile a quelle dei tonni odierni.

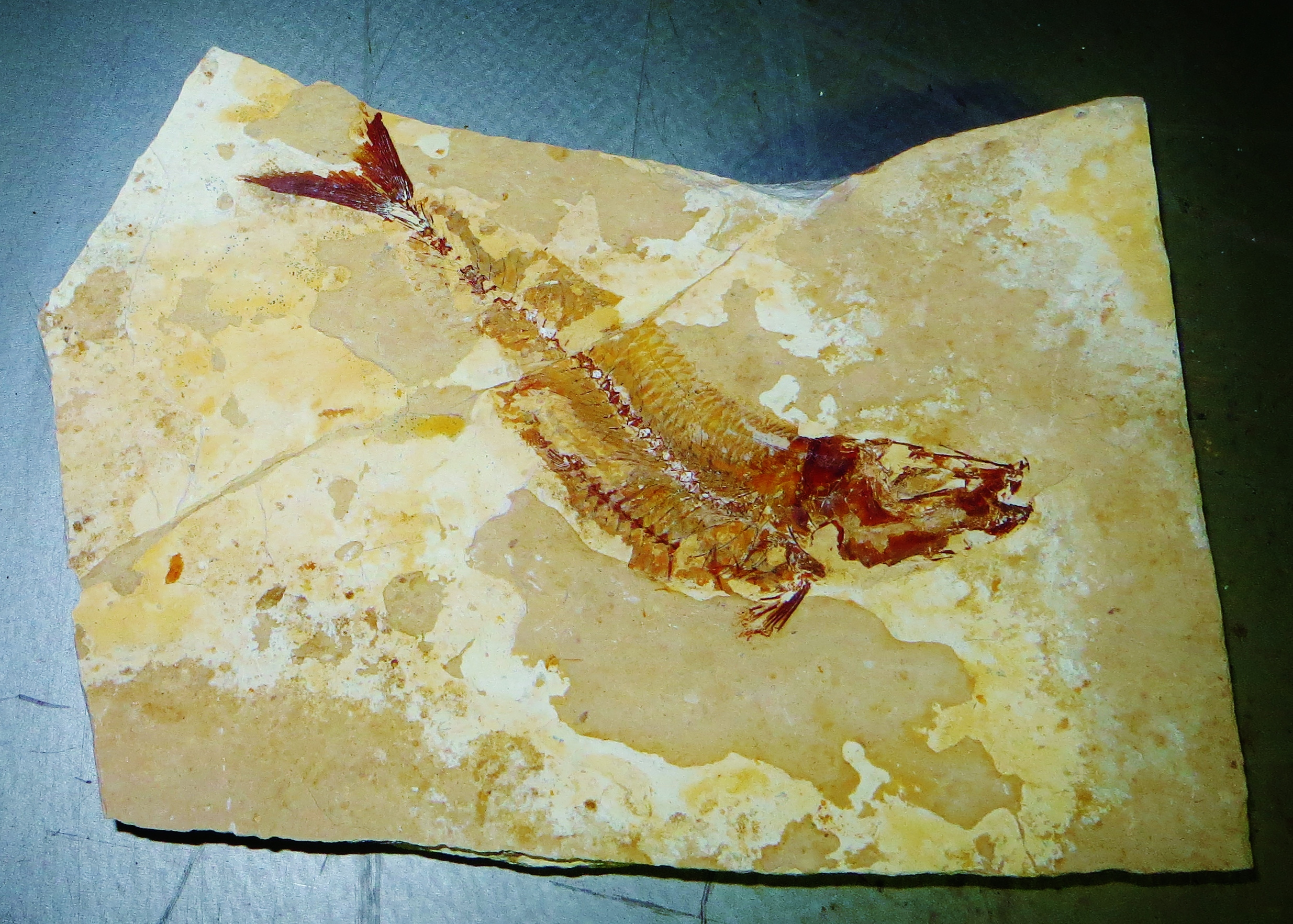
Fossile di Scombroclupea macrophtalma

## Classificazione
Il genere Scombroclupea venne descritto per la prima volta nel 1863 da Kner, sulla base di fossili provenienti dai ben noti giacimenti del Cretaceo superiore del Libano. La specie tipo è Scombroclupea macrophtalma; un'altra specie, sempre proveniente dal Cretaceo del Libano, è S. diminuta, descritta nel 2003. Fossili di S. macrophtalma sono stati scoperti anche nel Cretaceo superiore della Slovenia. Nel 2011 è stata descritta una specie proveniente dal Cenomaniano del Messico nordorientale, S. occidentalis, mentre nel 2020 è stata descritta S. javieri, del Cenomaniano del Messico sudorientale.

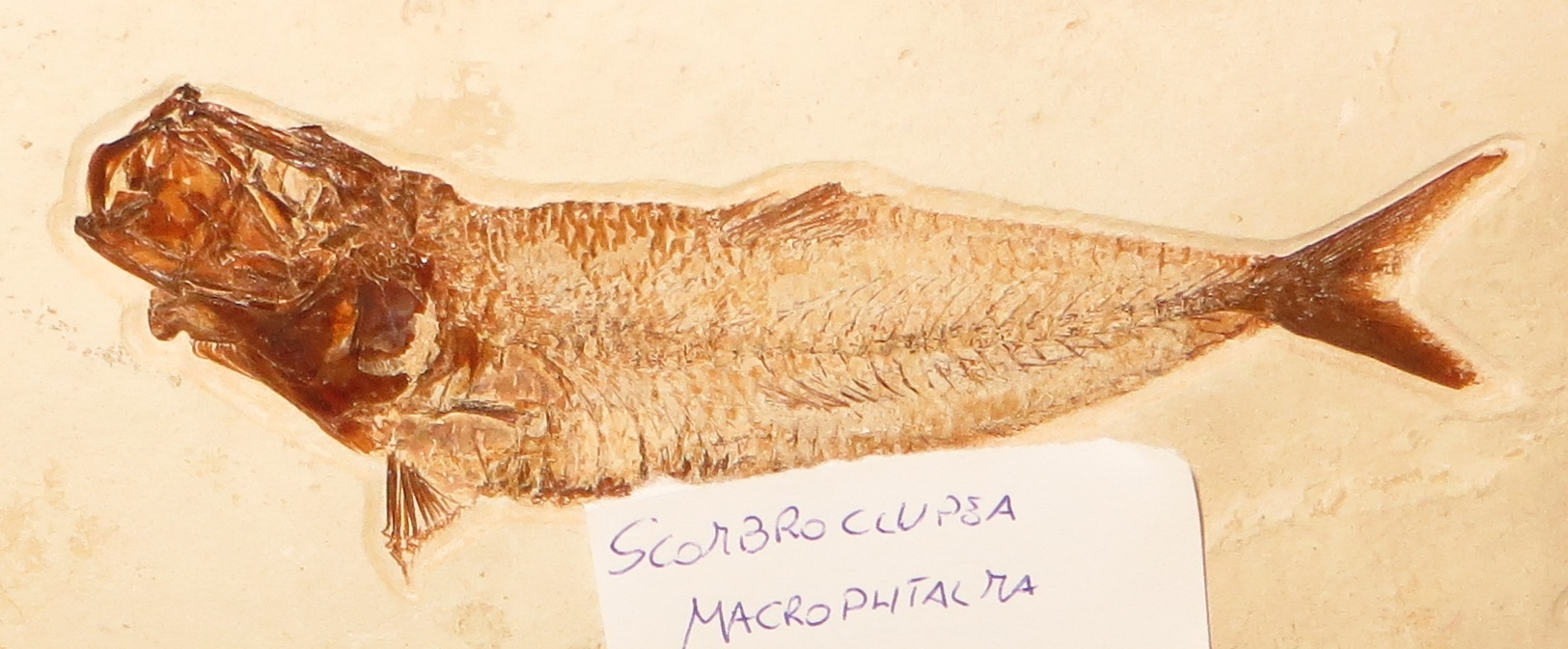
Fossile di Scombroclupea macrophtalma

Scombroclupea è considerato un rappresentante dei clupeiformi, il grande gruppo di pesci attinotterigi comprendenti aringhe, sardine e acciughe. Secondo lo studio di Giersch, Scombroclupea è ascrivibile alla superfamiglia Clupeoidea.